# Storgadden, Raseborg
Storgadden är klippor i Finland.   De ligger i landskapet Nyland, i den södra delen av landet, 100 km väster om huvudstaden Helsingfors.
Terrängen runt Storgadden är mycket platt.  Närmaste befolkade plats är Tvärminne Zoologiska Station, 6,5 km norr om Storgadden. 